# Yūta Gōke
Yūta Gōke (郷家 友太?, Gōke Yūta; Tagajō, 10 giugno 1999) è un calciatore giapponese, centrocampista del Vegalta Sendai e della nazionale Under-23 giapponese.

## Biografia
Ha frequentato il liceo Yamada High School della prefettura di Aomori, militando nella squadra di calcio dell'istituto, Gōke nel 2016 contribuisce a vincere per la propria scuola per la prima volta la Prince Takamado Cup, battendo in finale la sezione Under-18 del Sanfrecce Hiroshima dove Gōke mette a segno un rigore. Sempre nello stesso anno la squadra del suo istituto partecipa alla Winter Kokuritsu vincendola, Gōke durante il torneo segna due reti.

## Caratteristiche tecniche
È un trequartista, ma può essere impiegato anche come centrocampista centrale, trova posizione pure nel ruolo più avanzato di punta centrale. Riesce a giocare bene anche sulla fascia destra, sia come ala come come esterno di centrocampo dove sfrutta meglio le sue abilità di realizzatore. Possiede buone capacità di posizionamento, ha potenza di tiro ed è abile nel calciare di prima intenzione, riesce a segnare tirando principalmente dalla media distanza, il suo piede forte è il destro. Sa pure usare il colpo di testa.

## Carriera

### Club

#### Vissel Kobe
Debutta con il Vissel Kobe nella Coppa J. League il 7 marzo 2018 pareggiando per 2-2 contro il V-Varen Nagasaki. Durante il suo primo campionato in prima divisione Gōke segna due reti, la prima con il gol del 2-0 battendo lo Shonan Bellmare e la seconda vincendo per 3-2 contro il Vegalta Sendai. Nell'edizione 2020 del campionato segna cinque reti, la prima nel pareggio per 2-2 contro il Kashima Antlers, un altro gol lo segna battendo per 4-0 il Consadole Sapporo, sigla una rete anche nella vittoria per 3-2 ai danni del Vegalta Sendai. Nell'AFC Champions League realizza un gol sconfiggendo per 2-0 il Kitchee e un altro nella goleada conclusasi per 6-0 contro il Chiangrai United.

#### Vegalta Sendai
Nel 2023 inizia a giocare nella J2 League, la seconda divisione del calcio giapponese, con il Vegalta Sendai. Nel suo primo campionato realizza dieci gol, il primo battendo per 2-1 il Thespakusatsu Gunma, segna la rete del 3-0 sconfiggendo il Ventforet Kofu, un altro gol lo realizza battendo per 3-2 l'Oita Trinita, riesce a segnare una rete anche contro il Renofa Yamaguchi, l'Omiya Ardija e lo Shimizu S-Pulse pareggiando per 1-1 tutte e tre le partite. Nell'edizione successiva del campionato la squadra è vicina alla promozione in J1 League, nella prima partita dei play-off Gōke segna un gol battendo per 4-1 il V-Varen Nagasaki, tuttavia perde per 2-0 contro il Fagiano Okayama che si qualifica al posto del Vegalta Sendai.

### Nazionale
Nel febbraio del 2017 viene selezionato per giocare con la Nazionale Under-18 per delle partite nelle Isole Canarie, Gōke segna un gol battendo per 2-1 il Belgio e un altro sconfiggendo per 2-0 la Spagna. Nel 2021 gioca con la Nazionale Under-22, il 28 ottobre realizza una rere battendo per 4-0 Hong Kong.

## Statistiche

### Cronologia presenze e reti in nazionale
| Cronologia completa delle presenze e delle reti in nazionale ― Giappone under 23 | Cronologia completa delle presenze e delle reti in nazionale ― Giappone under 23 | Cronologia completa delle presenze e delle reti in nazionale ― Giappone under 23 | Cronologia completa delle presenze e delle reti in nazionale ― Giappone under 23 | Cronologia completa delle presenze e delle reti in nazionale ― Giappone under 23 | Cronologia completa delle presenze e delle reti in nazionale ― Giappone under 23 | Cronologia completa delle presenze e delle reti in nazionale ― Giappone under 23 | Cronologia completa delle presenze e delle reti in nazionale ― Giappone under 23 |
| Data                                                                             | Città                                                                            | In casa                                                                          | Risultato                                                                        | Ospiti                                                                           | Competizione                                                                     | Reti                                                                             | Note                                                                             |
| -------------------------------------------------------------------------------- | -------------------------------------------------------------------------------- | -------------------------------------------------------------------------------- | -------------------------------------------------------------------------------- | -------------------------------------------------------------------------------- | -------------------------------------------------------------------------------- | -------------------------------------------------------------------------------- | -------------------------------------------------------------------------------- |
| 28-10-2021                                                                       | Hirono                                                                           | Hong Kong under 23                                                               | 0 – 4                                                                            | Giappone under 23                                                                | Qualificazioni Coppa d'Asia AFC Under-23 2022                                    | 1                                                                                | cap. 69’                                                                         |
| Totale                                                                           |                                                                                  | Presenze                                                                         | 1                                                                                |                                                                                  | Reti                                                                             | 1                                                                                |                                                                                  |

| Cronologia completa delle presenze e delle reti in nazionale ― Giappone under 20 | Cronologia completa delle presenze e delle reti in nazionale ― Giappone under 20 | Cronologia completa delle presenze e delle reti in nazionale ― Giappone under 20 | Cronologia completa delle presenze e delle reti in nazionale ― Giappone under 20 | Cronologia completa delle presenze e delle reti in nazionale ― Giappone under 20 | Cronologia completa delle presenze e delle reti in nazionale ― Giappone under 20 | Cronologia completa delle presenze e delle reti in nazionale ― Giappone under 20 | Cronologia completa delle presenze e delle reti in nazionale ― Giappone under 20 |
| Data                                                                             | Città                                                                            | In casa                                                                          | Risultato                                                                        | Ospiti                                                                           | Competizione                                                                     | Reti                                                                             | Note                                                                             |
| -------------------------------------------------------------------------------- | -------------------------------------------------------------------------------- | -------------------------------------------------------------------------------- | -------------------------------------------------------------------------------- | -------------------------------------------------------------------------------- | -------------------------------------------------------------------------------- | -------------------------------------------------------------------------------- | -------------------------------------------------------------------------------- |
| 25-3-2018                                                                        | Giacarta                                                                         | Indonesia under 20                                                               | 1 – 4                                                                            | Giappone under 20                                                                | Amichevole                                                                       | -                                                                                | 63’                                                                              |
| 7-9-2018                                                                         | Città del Messico                                                                | Messico under 20                                                                 | 1 – 1                                                                            | Giappone under 20                                                                | Amichevole                                                                       | -                                                                                | 46’                                                                              |
| 9-9-2018                                                                         | Città del Messico                                                                | Brasile under 20                                                                 | 1 – 1                                                                            | Giappone under 20                                                                | Amichevole                                                                       | -                                                                                | 83’                                                                              |
| 19-10-2018                                                                       | Cibinong                                                                         | Giappone under 20                                                                | 5 – 2                                                                            | Corea del Nord under 20                                                          | Coppa d'Asia AFC Under-19 2018                                                   | -                                                                                |                                                                                  |
| 22-10-2018                                                                       | Cibinong                                                                         | Thailandia under 20                                                              | 1 – 3                                                                            | Giappone under 20                                                                | Coppa d'Asia AFC Under-19 2018                                                   | -                                                                                | 87’                                                                              |
| 23-5-2019                                                                        | Bydgoszcz                                                                        | Giappone under 20                                                                | 1 – 1                                                                            | Ecuador under 20                                                                 | Mondiali Under-20 2019 - 1º turno                                                | -                                                                                | 66’                                                                              |
| 4-6-2019                                                                         | Lublino                                                                          | Giappone under 20                                                                | 0 – 1                                                                            | Corea del Sud under 20                                                           | Mondiali Under-20 2019 - Ottavi di finale                                        | -                                                                                | 68’                                                                              |
| Totale                                                                           |                                                                                  | Presenze                                                                         | 7                                                                                |                                                                                  | Reti                                                                             | 0                                                                                |                                                                                  |

## Palmarès

### Club

#### Competizioni nazionali
- Coppa dell'Imperatore: 1

Vissel Kobe: 2019
- Supercoppa del Giappone: 1

Vissel Kobe: 2020